# Virginal

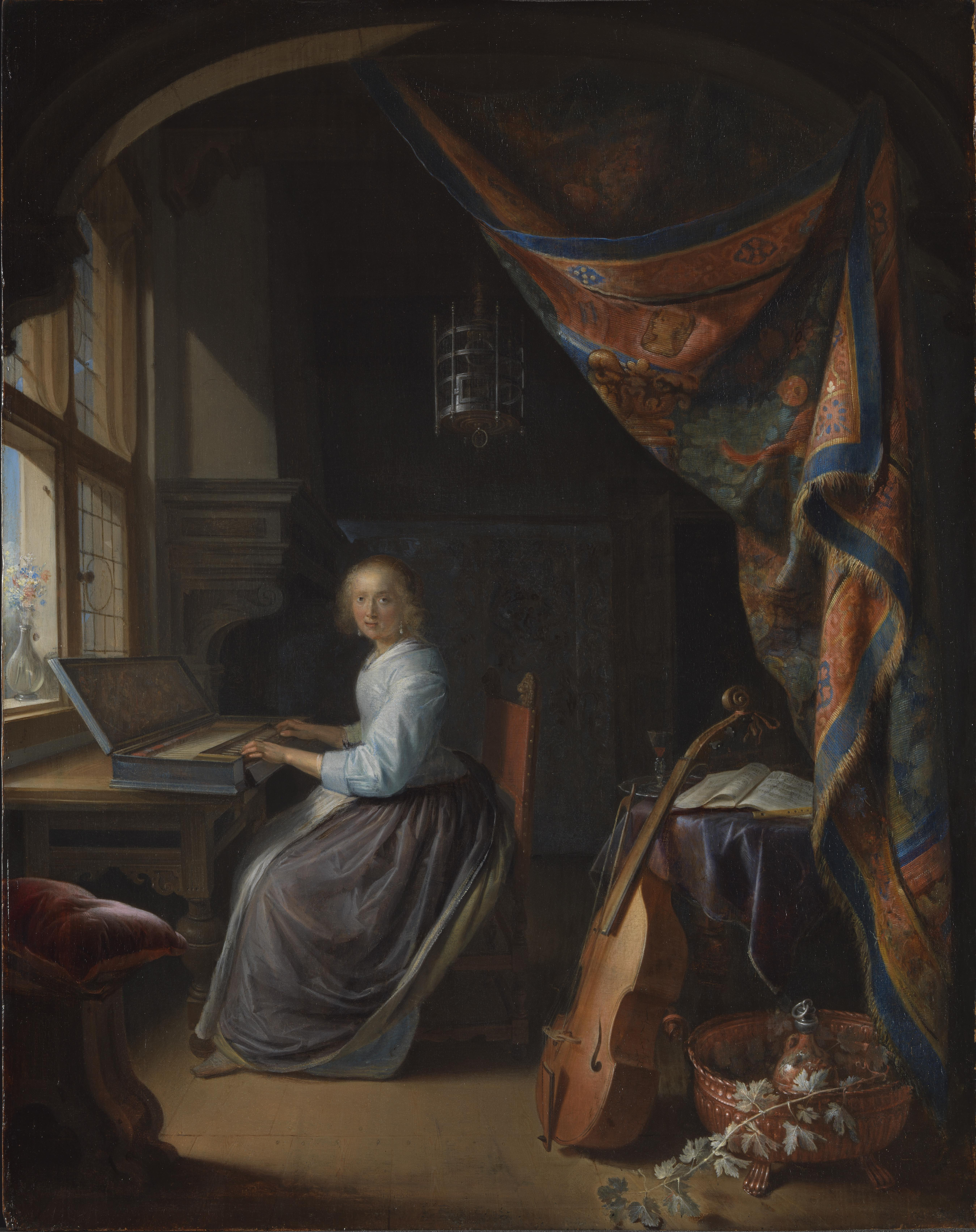
Doamnă cântând la virginal. circa 1665 Gerrit Dou (1613–1675)

Virginalul este un vechi instrument muzical cu claviatură și coarde ciupite, asemănător spinetei, popular în sec. XV-XVII, folosit mai ales în Anglia pe timpul reginei Elisabeta I.

## Construcția
Virginalul are, de regulă, formă paralelipipedică și se utilizează așezat pe o masă. Diferă de spinetă prin numărul și poziția coardelor:
- La virginal, pentru fiecare notă există o coardă, spre deosebire de spinetă, unde fiecărei note îi este alocată o pereche de coarde apropiate.
- La virginal, coardele sunt paralele cu peretele din față, care poartă claviatura, adică perpendiculare pe clape, în timp ce la spinetă sunt în prelungirea clapelor.
- La virginal, coarda pentru sunetul cel mai grav este cea mai apropiată de claviatură, în timp ce la spinetă este cea mai depărtată.
Claviatura poate fi așezată spre stânga, central sau spre dreapta peretelui frontal. În acest din urmă caz se numește muselar, virginalul emițând un sunet distinctiv de flaut. Aceasta deoarece, prin această poziționare a clapelor, coardele sunt ciupite exact la mijloc, ceea ce îi conferă un sunet fundamental puternic.

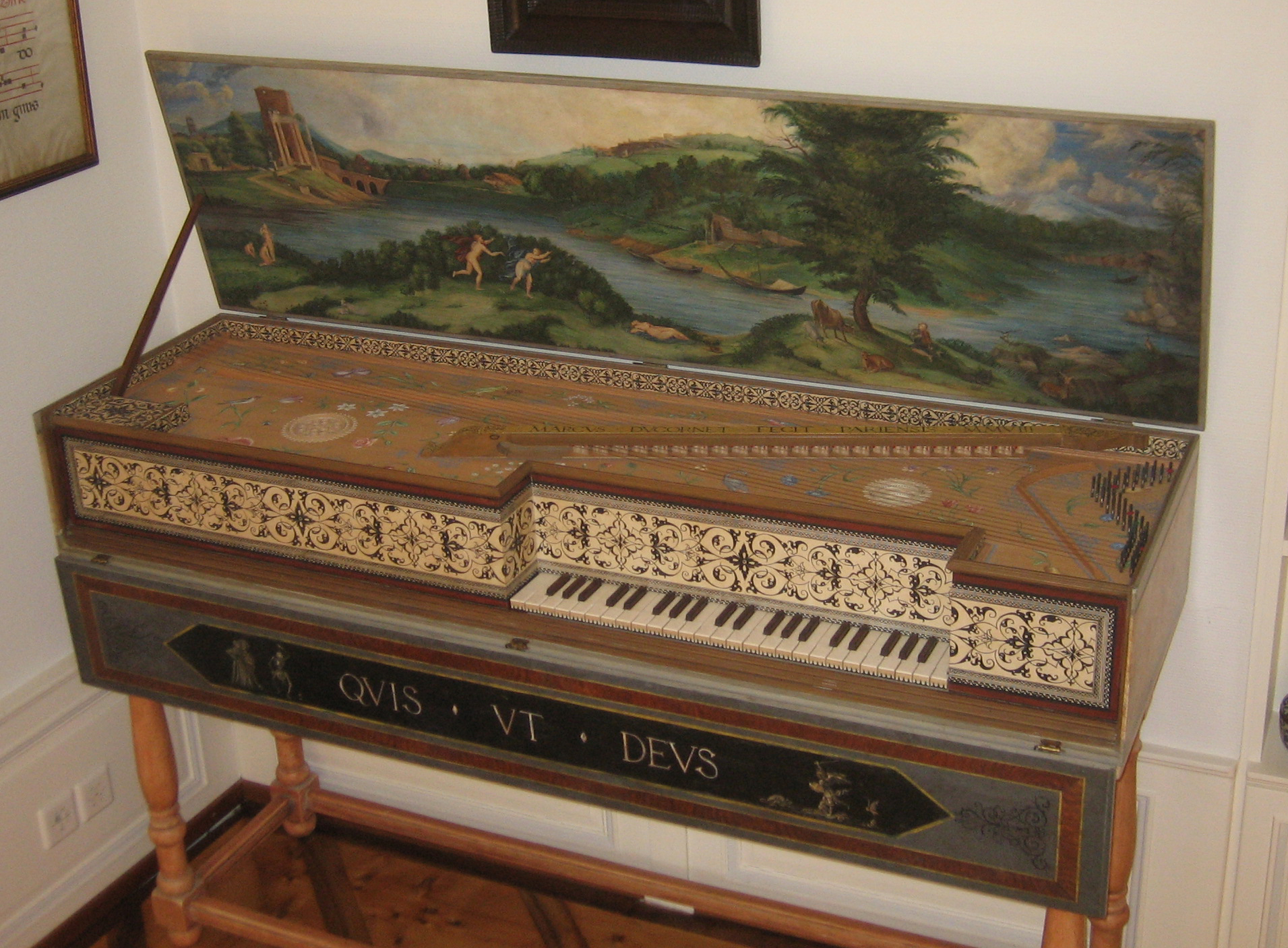
Virginal flamand tip muselar, cu claviatura “îngropată” în partea dreaptă a panoului frontal

## Utilizare
Spre deosebire de spinetă, destinată în special sălilor de concerte, virginalul este destinat utilizării personale, într-o încăpere mică.
Perioada de înflorire a virginalului a fost între a doua jumătate a secolului al XVI-lea până spre sfârșitul secolului al XVII-lea până la apogeul perioadei baroce.
În Anglia, virginalul a fost foarte folosit în Epoca Elisabetană. Henric al VIII-lea al Angliei, Anne Boleyn și Elisabeta I au fost talentați interpreți la virginal. Principalii compozitori ai vremii care a compus pentru virginal au fost William Byrd, Orlando Gibbons și John Bull.